# Fontanelle (Nebraska)
Fontanelle – jednostka osadnicza w Stanach Zjednoczonych, w stanie Nebraska, w hrabstwie Washington.